# 岑應
岑應（英語：Eunis Shum Ying，1976年2月18日—），香港女性電視節目編審，現為無綫電視編審，2012年開始因製作不同具爭議的真人秀節目而成名。

## 簡歷
岑應曾就讀葵涌保祿六世書院，畢業於香港城市大學傳意學系，1998年再考入美國俄亥俄大學，修讀傳播、心理與社會學，回港後則入讀香港中文大學新聞及傳播學碩士課程。2003年，她一取得碩士學位便遇上無綫電視聘請《星期二檔案》記者，遂帶著十個題目應徵，結果成功加入新聞部，任職該節目的編導記者兼高級編輯；2010年曾讓它奪取紐約廣告節「全球最佳電視及短片組別中新聞紀錄片銀獎 —— 揭露內地多個基建工程涉嫌官商勾結」。
直至2012年，岑應獲陳志雲賞識而轉到節目部工作，開始擔任電視節目編審，曾製作不少真人秀節目，包括《盛女愛作戰》、《求愛大作戰》、《沒女大翻身》、《有樓萬事足？》、《嫁到這世界邊端》、《媽媽唔易"造"》等，均以「Sound bite」和內容製造爭議話題而令觀眾注目；2017年跟小四歲、曾參與撲救淘大工業村迷你倉大火且獲得「行政長官公共服務獎狀」的香港消防員蔡明曦結婚。

## 參與作品
| 首播             | 節目名          | 備註                     |
| 無綫電視         |                 |                          |
| 2003至2012年     | 星期二檔案      | 編導記者兼高級編輯       |
| 2012年           | 盛女愛作戰      | 編審兼編導               |
| 2013年           | 求愛大作戰      | 編審兼編導               |
| 2014年           | 沒女大翻身      | 編審兼編導               |
| 2015年           | 網絡挑機        | 與李華麗及黃俊輝一同編審 |
| 2016年           | 沒有起跑線？    | 與謝志明一同編審         |
| 2017年           | 有樓萬事足？    | 編審                     |
| 2017年           | 嫁到這世界邊端  | 與黃俊輝一同編導         |
| 2018年           | 蝸居宅急變      | 編審                     |
| 2018年           | 嫁到這世界邊端2 | 黃俊輝編導               |
| 2019年           | 媽媽唔易"造"    | 編審                     |
| 2019年           | 嫁到這世界邊端3 | 黃俊輝編導               |
| 2020年           | 恐怖真相        |                          |
| 2020年           | 我要做業主      |                          |
| 2020年           | 你還好嗎        |                          |
| 2021年           | 尋找家香味      |                          |
| 2021年           | 無窮之路        |                          |
| 2021年           | 我要做業主2     |                          |
| 上視新聞綜合頻道 |                 |                          |
| 2014年           | 盛女，為愛作戰  | 監製                     |

## 外部連結
- 岑應的Facebook專頁
- 岑應的Instagram帳戶